# Gran tour (película de 2024)
Gran tour (en inglés: Grand Tour) es una película de drama histórico de 2024 coescrita y dirigida por Miguel Gomes, protagonizada por Gonçalo Waddington y Crista Alfaiate.
La película se estrenó el 22 de mayo de 2024 en el Festival Internacional de Cine de Cannes de 2024, y fue seleccionada para competir por la Palma de Oro en su sección principal de competencia, donde Gomes ganó el premio a Mejor Director. En septiembre de 2024, fue seleccionada como la entrada portuguesa a Mejor película internacional en los Premios Óscar 2024, pero no fue nominada.

## Trama
En 1918, Rangún es una ciudad bajo dominio colonial británico. El funcionario Edward abandona a su prometida Molly el día en que iban a casarse. Huye en un estado de melancolía, contemplando el estado de Molly. Decidida a casarse, Molly le sigue la pista.

## Reparto
- Gonçalo Waddington como Edward
- Crista Alfaiate como Molly
- Cláudio da Silva como Timothy Sanders
- Lang Khê Tran como Ngoc
- Jorge Andrade como Reginald
- João Pedro Vaz como Reverendo Carpenter
- João Pedro Bénard como Horace Seagrave
- Teresa Madruga como Espia
- Joana Bárcia como Señora Dragón
- Jani Zhao como Noiva Chinesa
- Manuela Couto como Mrs. Cooper
- Diogo Dória como Major Brown
- Américo Silva como Comandante Británico
- Giacomo Leone como Signor Farnese

## Recepción

### Respuesta crítica
En Rotten Tomatoes, Grand Tour tiene un índice de aprobación del 88% basado en 25 reseñas, con una calificación promedio de 7.7/10. En Metacritic, la película tiene una puntuación media ponderada de 79 sobre 100 basada en 10 reseñas de críticos, lo que indica reseñas "generalmente favorables".